# Kanton Évreux-Sud
Kanton Évreux-Sud (fr. Canton de Évreux-Sud) je francouzský kanton v departementu Eure v regionu Horní Normandie. Skládá se ze sedmi obcí.

## Obce kantonu
- Angerville-la-Campagne
- Les Baux-Sainte-Croix
- Évreux (jižní část)
- Guichainville
- Saint-Luc
- Le Plessis-Grohan
- Les Ventes